# Élisabeth Crouzet-Pavan

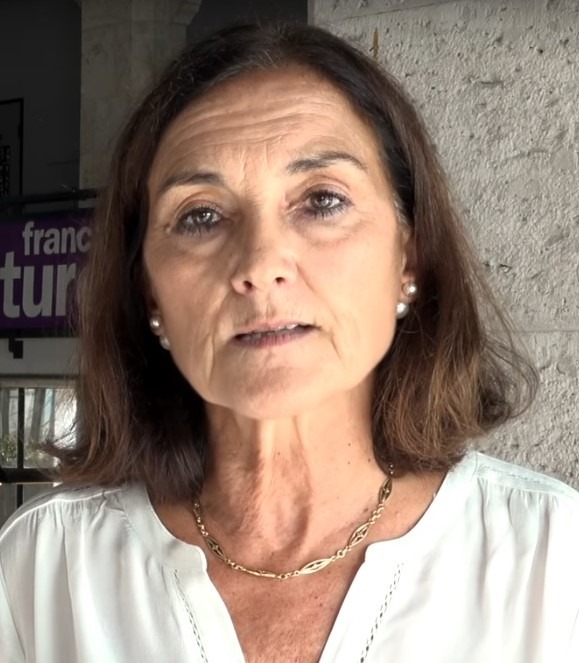
Élisabeth Crouzet-Pavan, 2018

Élisabeth Crouzet-Pavan (* 17. Juli 1953 in Paris) ist eine französische Historikerin, deren Arbeitsschwerpunkt auf dem Italien des Mittelalters und der Renaissance liegt, wobei sie vor allem durch Arbeiten zur Republik Venedig hervortrat. Auch arbeitet sie über das Königreich Jerusalem.

## Leben und Werk
Élisabeth Pavan wurde in Paris geboren und ist mit dem Historiker Denis Crouzet verheiratet, mit dem sie seit 1985 die Tochter Guillemette Crouzet hat, die Neuzeithistorikerin ist. Von 1978 bis 1981 unterrichtete sie am Lycée Pierre de la Ramée in Saint-Quentin, Aisne Geschichte und Geographie. 1976 begann sie ihr Studium, ab 1981 arbeitete sie am Centre national de la recherche scientifique über Les villes dans l'Occident médiévale (die Städte im mittelalterlichen Okzident), wechselte 1985 an die École française de Rome. 1989 schloss sie ihr Studium mit der zweibändigen Arbeit über Espaces urbains, pouvoir et société à Venise à la fin du Moyen Âge ab und wurde im Oktober des nächsten Jahres an die Universität Lille III berufen. Im Oktober 1997 erhielt sie eine Berufung an die Université de Paris IV - Sorbonne.
1993 erhielt Crouzet-Pavan den Prix du Budget de l’Académie des Inscriptions et Belles Lettres, Institut de France für  'Sopra le acque salse': Espaces urbains, pouvoir et société à Venise à la fin du Moyen Age, 2001 für Venise triomphante. Les horizons d'un mythe. 2002 erhielt sie den Prix Guizot de l’Académie française für Enfers et Paradis. L'Italie de Dante et de Giotto sowie den Prix Diane Potier Boès der Académie française für Le Mystère des rois de Jérusalem (1099–1187).
Seit 1999 ist sie Socio des Ateneo veneto in Venedig, seit 2002 Mitglied der Academia Europaea in London. Seit dem 14. Mai 2004 ist Crouzet-Pavan Ritter des Ordre national du Mérite, seit dem 13. Juli 2007 der Légion d’honneur und seit 2012 Ehrendoktor der Universität Gent.

## Veröffentlichungen (Auswahl)
- als Elisabeth Pavan: Police des mœurs, société et politique à Venise à la fin du Moyen Age, in: Revue historique 264,2 (1980) 241–288.
- als Elisabeth Pavan: Imaginaire et politique. Venise et la mort à la fin du Moyen Âge, in: Mélanges de l'Ecole française de Rome. Moyen-Age, Temps modernes 53,2 (1981) 467–493.
- Venice between Jerusalem, Byzantium, and divine retribution: The origins of the Ghetto, in: Mediterranean Historical Review 6,2 (1991) 163–179.
- 'Sopra le acque salse'. Espaces, pouvoirs et société à Venise à la fin du Moyen Âge, Collection de l'École française de Rome/Istituto Italiano per il Medio Evo, Rom 1992.
- Venise et le monde communal : Recherches sur les Podestats vénitiens 1200–1350, in: Journal des Savants 2 (1992) 277–315. (online)
- La mort lente de Torcello: histoire d'une cité disparue, Fayard, Paris 1995.
- La conquista e l'organizzazione dello spazio urbano, in: Storia di Venezia dalle origini alla caduta della Serenissima, Bd. II: Gherardo Ortalli, Giorgio Cracco: L'età del Comune, Rom 1995, S. 549–576.
- La maturazione dello spazio urbano, in Storia di Venezia dalle origini alla caduta della Serenissima, Il Rinascimento. Società ed economia, hrsg. von Alberto Tenenti, Ugo Tucci, Rom 1996, S. 3–100.
- Entre collaboration et affrontement: le public et le privé dans les grands travaux urbains, in: XXII semana de Estudios medievales, Estella 1995, Tecnologia y sociedad: Las grandes obras publicas en la Europa medieval, Pamplona 1996, S. 363–380.
- Venise entre Jérusalem, Rome et Byzance : stratégies d'appropriation d'images, in: Atti del convegno Les mégalopoles méditerranéennes, Rom 1996, erneut in: Publications de l'École Française de Rome, 261 (2000) 546–564. (online)
- Venise. Une invention de la ville XIIIe–XVe siècle, Champ Vallon, Seyssel 1997.
- Pouvoir et édilité dans l'Italie communale et seigneuriale, Collection de l'École française de Rome, Rom 2003.
- Venise triomphante, les horizons d'un mythe, Albin Michel, 1999 (engl. 2005).
- Enfers et paradis. L’Italie de Dante et de Giotto, Albin Michel, Paris 2001.
- Renaissances italiennes (1380–1500), Albin Michel, Paris 2007 (span. 2014).
- mit Jacques Verger (Hrsg.): La dérision au Moyen Age, Presses Paris Sorbonne, Paris 2007 (Spott im Mittelalter).
- Les Villes vivantes. Italie XIIIe–XVe s., Fayard, Paris 2009.
- Venice and Its Surroundings, in: Eric R. Dursteler (Hrsg.): A Companion to Venetian History, 1400–1797, Brill, 2013, S. 25–46.
- Le Mystère des rois de Jérusalem (1099–1187), Albin Michel, Paris 2013.
- Le Moyen-Âge de Venise, Albin Michel, Paris 2015.
- mit Jean-Claude Maire Vigueur: Décapitées. Trois femmes dans l'Italie de la Renaissance, Albin Michel, Paris 2018.